# Friedrich Benfer
Friedrich Benfer, né le 28 août 1905 à Naples et mort le 30 janvier 1996 à Milan, est un acteur de cinéma allemand.

## Filmographie sélective
- 1927 : Ich war zu Heidelberg Student (en)
- 1928 : Die Carmen von St. Pauli (en) : coureur cycliste
- 1929
  - Die Schmugglerbraut von Mallorca (en) : Pedro Fischer
  - La fuite devant l'amour (en) : Mario von Hollberg
  - Der Bund der Drei (en) : Henri, le fils de Renard
  - Drei blaue Jungs, ein blondes Mädel (de) : Willy Thiem
- 1934
  - Herz ist Trumpf : Bert Reno
  - La Dame de tout le monde : Roberto Nanni
- 1935
  - Der Außenseiter (de)
  - Petite Maman : Alexander Berkhoff
- 1936 : Sa Majesté se marie : Albert de Saxe-Cobourg-Gotha
- 1938 : Nuits d'Andalousie (en) : Don José
- 1939 : Schneider Wibbel (en) : André
- 1940
  - Lucrezia Borgia : Alessandro Strozzi
  - Marie Stuart : David Rizzio
- 1942 : Oro nero d'Enrico Guazzoni